# Distretto di Kankintú
Il distretto di Kankintú è un distretto di Panama nella comarca indigena di Ngäbe-Buglé con  abitanti al censimento 2010. Il capoluogo è Bisira

## Geografia antropica

### Suddivisioni amministrative
Il distretto è suddiviso in nove comuni (corregimientos):
- Bisira
- Bürí
- Guariviara
- Guoroni
- Kankintù
- Mününi
- Piedra Roja
- Tuwai
- Man Creek